# Narodowy rezerwat przyrody Rašeliniště Skřítek
Narodowy rezerwat przyrody Rašeliniště Skřítek (cz. Národní přírodní rezervace Rašeliniště Skřítek) – rezerwat przyrody, znajdujący się na granicy pasm górskich o nazwach Wysoki Jesionik (cz. Hrubý Jeseník) i Hanušovická vrchovina, w północno-wschodnich Czechach, w Sudetach Wschodnich, na Morawach oraz na granicy gmin Sobotín i Stará Ves, położony pomiędzy przełęczami Skřítek i Sedlo Skřítek.

## Historia rezerwatu
Początkowo teren ten wykorzystywano do pozyskania drewna, poprzez wycinkę drzewostanu, głównie świerkowego. Tereny po wycince były następnie sztucznie zalesiane. Obszar dzisiejszego rezerwatu w końcu XIX wieku stał się częścią wydzielonego terenu łowieckiego, obejmującego areał 38 400 ha. Pod koniec XIX wieku zbudowano na tym terenie zachowaną sieć drenażową. Różnorodność flory i fauny stała się przedmiotem zainteresowania dopiero w 1950 roku, kiedy Jan Šmarda sporządził kompleksowy raport o stanie przyrody na tym obszarze. Ministerstwo Kultury Czechosłowacji dekretem (MK 38.193/55-IX) z dnia 4 czerwca 1955 roku utworzyło narodowy rezerwat przyrody Rašeliniště na Skřítku o powierzchni 136,07 ha. Dekret ten jednocześnie zapobiegł eksploatacji złóż torfu, które odkryto i zaczęto wydobywać, dewastując torfowiska. 30 stycznia 1989 roku Ministerstwo Kultury dekretem (MK ČSR nr 3.500/89-SOP) powiększyło rezerwat do 166,65 ha oraz zmieniło jego nazwę na narodowy rezerwat przyrody Rašeliniště Skřítek.
Na obszarze rezerwatu prowadzono liczne prace badawcze oraz inwentaryzacyjne, w tym m.in. spis występujących gatunków flory i fauny:
- 1975 rok – inwentaryzacja obszarów leśnych (Karel Kavalec)
- 1983 rok – inwentaryzacja ornitologiczna (Peter Baláž)
- 1984 rok – inwentaryzacja arachnologiczna (Zdeněk Majkus)
- 2003 rok – inwentaryzacja briologiczna (Magda Zmrhalová)
- 2004 rok – inwentaryzacja odonatologiczna (Aleš Dolný)
- 2005 rok – inwentaryzacja mykologiczna (Helena Deckerová), inwentaryzacja botaniczna (Radim Hédl)
- 2013 rok – inwentaryzacja batrachologiczna (Lukáš Konečný)

## Charakterystyka

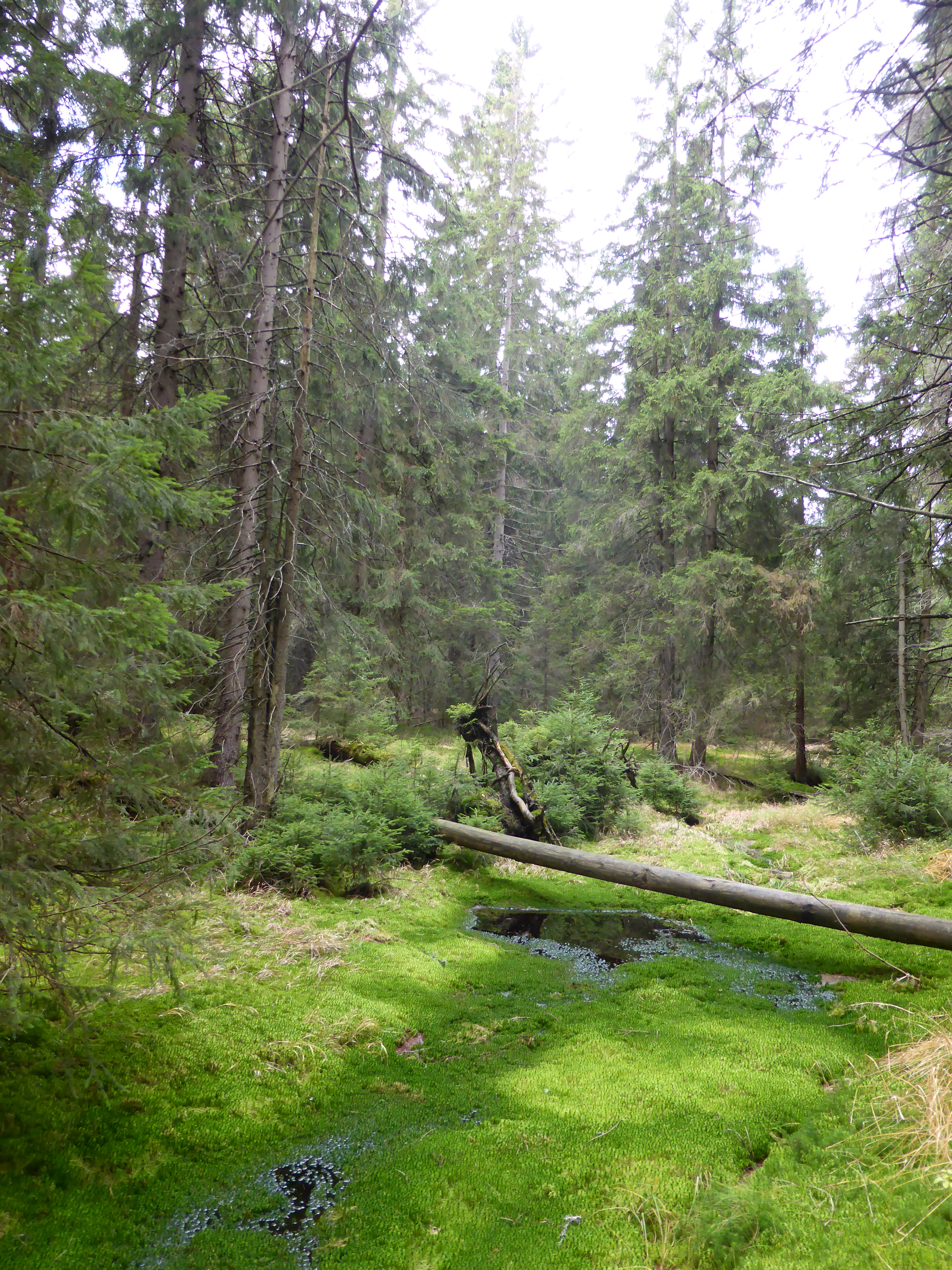
Widok na narodowy rezerwat przyrody Rašeliniště Skřítek (2013 rok)

Narodowy rezerwat przyrody Rašeliniště Skřítek znajduje się w obrębie wydzielonego terenu objętego ochroną, oznaczonego jako Obszar Chronionego Krajobrazu Jesioniki (cz. Chráněná krajinná oblast (CHKO) Jeseníky), utworzonego w celu ochrony utworów skalnych, ziemnych i roślinnych oraz rzadkich gatunków zwierząt, położonego w mikroregionie Wysokiego Jesionika o nazwie Masyw Pradziada (cz. Pradědská hornatina). Rezerwat położony jest na wysokościach (815–888) m n.p.m. południowego stoku przełęczy Skřítek. Ma powierzchnię 165,40 ha i jest najmniejszym narodowym rezerwatem Wysokiego Jesionika. Jest położony ponadto przy drodze krajowej nr 11 Šumperk – Rýmařov i dalej do Ostrawy (cz. Ostrava). Rezerwat został utworzony w celu ochrony kompleksu torfowiskowego boru świerkowego z fragmentami brzezin bagiennych i naturalnych torfowisk bezleśnych. Rezerwat usytuowany jest na terenie lekko pochyłym (stok Bařiny), który jest otoczony licznymi górami: Závora, Závada, Bílý kámen, Vetrný vrch i Ostrý, z których spływ wód powoduje, że ma on charakter mocno wilgotny, a który tworzy warunki sprzyjające do życia flory i fauny takich rejonów.
Świerk dominuje w drzewostanie rezerwatu (94%), w którym występują liczne obumarłe i leżące pnie drzew. W centralnej części rezerwatu występuje brzoza brodawkowata. Służby leśne wysadzały na południowym skraju rezerwatu sztucznie kosodrzewinę, którą obecnie uważa się gatunek niepożądany (szkodliwy dla funkcjonowania innych rzadkich roślin). Rezerwat stanowi torfowisko istniejące wzdłuż potoku o nazwie Žlutý potok. Na obszarze tym o charakterze wodno-błotnym dominują mszaki, przede wszystkim torfowce, rośnie tu również m.in. kilka gatunków turzyc.

## Geologia
Pod względem geologicznym obszar rezerwatu należy do jednostki geologicznej zwanej kopułą Desny i jest zbudowany ze skał metamorficznych, głównie gnejsów (chlorytów), fyllitów, łupków metamorficznych, skał magmowych, głównie pegmatytów oraz skał osadowych, głównie torfu.

## Wody
Obszar rezerwatu na stoku Bařiny należy do zlewiska Morza Bałtyckiego (dorzecze Odry). Na stoku tym swoje źródło ma Žlutý potok, do którego na obszarze rezerwatu płynie jego kilka krótkich dopływów. Ponadto w centralnej części rezerwatu występują tereny bagienne.

## Flora
Na terenie rezerwatu występuje bogate skupisko roślinności bagiennej i torfowiskowej. Podczas inwentaryzacji mykologicznej w 2005 roku stwierdzono występowanie 237 gatunków grzybów. Wiele gatunków roślin występujących w rezerwacie umieszczono w czerwonej księdze gatunków zagrożonych, objętych ścisłą ochroną.
Z drzew w rezerwacie występują tu m.in.: buk zwyczajny (łac. Fagus silvatica), brzoza brodawkowata (Betula pendula), jarząb pospolity (Sorbus aucuparia), olsza czarna (Alnus glutinosa) czy świerk pospolity (Picea abies), z roślin zielnych i krzewinek m.in.: wełnianka pochwowata (Eriophorum vaginatum), wełnianka wąskolistna (Eriophorum angustifolium), tojad sudecki (Aconitum plicatum), tojad dzióbaty (Aconitum variegatum), dzwonek brodaty (Campanula barbata), żłobik koralowy (Corallorhiza trifida), kukułka Fuchsa (Dactylorhiza fuchsii), kukułka szerokolistna (Dactylorhiza majalis), omieg górski (Doronicum austriacum), wroniec widlasty (Huperzia selago), listera sercowata (Listera cordata), widłak jałowcowaty (Lycopodium annotinum), żurawina błotna (Vaccinium oxycoccos), niebielistka trwała (Swertia perennis), ciemiężyca zielona (Veratrum album subsp. lobelianum), turzyca dzióbkowata (Carex rostrata), śmiałek pogięty (Avenella flexuosa), bliźniczka psia trawka (Nardus stricta), borówka czarna (Vaccinium myrtillus), wrzos zwyczajny (Calluna vulgaris), turzyca żółta (Carex flava), narecznica górska (Dryopteris expansa), wierzbownica błotna (Epilobium palustre), listera jajowata (Listera ovata), wierzba śląska (Salix silesiaca), liczydło górskie (Streptopus amplexifolius), starzec kędzierzawy (Tephroseris crispa), siódmaczek leśny (Trientalis europaea) czy fiołek dwukwiatowy (Viola biflora).
Ponadto rezerwat jest skupiskiem licznych gatunków mchów, m.in. takich jak: torfowiec ostrolistny (Sphagnum capillifolium), torfowiec Girgensohna (Sphagnum girgensohnii), torfowiec magellański (Sphagnum magellanicum), torfowiec błotny (Sphagnum palustre), torfowiec okazały (Sphagnum riparium), torfowiec Russowa (Sphagnum russowii), torfowiec nastroszony (Sphagnum squarrosum), torfowiec obły (Sphagnum teres), torfowiec Warnstorfa (Sphagnum warnstorfii) czy bezlist okrywowy (Buxbaumia viridis).

## Fauna
Rezerwat jest miejscem gniazdowania bądź występowania wielu gatunków zwierząt, w tym ptaków takich jak m.in.: bocian czarny (Ciconia nigra), siniak (Columba oenas), jarząbek zwyczajny (Bonasa bonasia), kruk zwyczajny (Corvus corax), orzechówka zwyczajna (Nucifraga caryocatactes) czy słonka zwyczajna (Scolopax rusticola).
Ponadto w rezerwacie występują sowy, takie jak m.in. włochatka zwyczajna (Aegolius funereus), sóweczka zwyczajna (Glaucidium passerinum) czy gryzonie np. smużka leśna (Sicista betulina), koszatka leśna (Dryomys nitedula) oraz płazy np. traszka górska (Triturus alpestris), gady jak m.in. jaszczurka żyworodna (Zootoca vivipara). Występuje tu również m.in. ryjówka górska (Sorex alpinus).
W rezerwacie można spotkać rzadkie gatunki bezkręgowców, jak np. owady, takie jak m.in.: biegacz gruzełkowaty (Carabus variolosus) czy też mrówka smętnica (Formica lugubris) oraz np. ważki, jak m.in. miedziopierś górska (Somatochlora alpestris) czy szablak szkocki (Sympetrum danae).

## Turystyka
Przez obszar narodowego rezerwatu przyrody Rašeliniště Skřítek nie poprowadzono żadnego szlaku turystycznego, rowerowego lub ścieżki dydaktycznej. Na jego terytorium nie wyznaczono również żadnych znakowanych tras narciarskich. Blisko rezerwatu położona jest przełęcz Skřítek, która jest ważnym ośrodkiem turystyki górskiej, jednak w jej obrębie nie ma żadnego schroniska turystycznego lub hotelu górskiego. Do bazy turystycznej z pensjonatami, położonymi w osadzie Klepáčov jest około 1,5 km na północny zachód od granicy rezerwatu oraz w tym samym kierunku w odległości około 5 km do miejscowości Sobotín. Ponadto do miejscowości Vernířovice jest od granicy rezerwatu około 4 km w kierunku północno-zachodnim oraz około 3 km do osady Žďárský Potok w kierunku południowo-wschodnim. Z uwagi na brak bazy noclegowej, blisko rezerwatu zbudowano przy drodze krajowej nr 11 parking oraz restaurację Skřítek.